# Auxerre-i Lambert
Auxerre-i Lambert (franciául: Lambert d'Auxerre), (13. század) középkori francia filozófus.
Feltehetően Shyreswoodi Vilmos tanítványa volt, és 1250 körül szerkesztett egy Dialektika című művet. Ebben kifejti nézetét, hogy a logika az igaz és a hamis közötti különbség megállapításának tudománya, és egyetemes alkalmazása miatt ars artium, scientia scientiarum, qua aperta omnes aperiuntur et qua clausa omnes aliae clauduntur; tulajdonképpen ez maga a tudomány sine qua nulla, cum qua qaelibet. A logika Lambert szerint felette áll a szillogizmusokat alkalmazó dialektikának. A logika módszere művészet (ars), azaz szabályok együttese, amelyek a művészet tárgyának megismerésére irányulnak. De fordítva, e művészet módszerré egyszerűsíthető, mert a módszerek úgy viszonyulnak a nekik megfelelő művészetekhez, mint az ösvények az utakhoz: olyan rövidítések, amelyek kényelmesebben és gyorsabban vezetnek el ugyanahhoz a célhoz. Ugyanakkor Lambert szerint a dialektika a művészetek művészete, amely az összes többi módszer elveihez vezető utat megnyitja.